# Aetana omayan
Aetana omayan är en spindelart som beskrevs av Huber 2005. Aetana omayan ingår i släktet Aetana och familjen dallerspindlar.
Artens utbredningsområde är Filippinerna. Inga underarter finns listade i Catalogue of Life.